# Краљ Ујак
Краљ Ујак је индијски филм из 1993. године, снимљен у режији Ракеш Рошан.

## Радња
Ашок Бансал захваљујући, не баш лепом детињству, схвата да је новац најважнија ствар у животу и током година он је постао један од најбогатијих људи у граду. Он има брата и сестру Анила и Суноту. Суноту удаје за богатог човека, иако га она не воли, али поштујући брата она пристаје на брак. Муж је често малтретира и не обраћа пажњу на њу. Анил се заљубљује у сиромашну девојку и како то не прихвата његов брат, он одлази од куће. После неког времена Ашок одлази у једно сиротиште и тамо упознаје девојчицу, која ће му у потпуности променити живот, као и његове погледе на свет.

## Улоге
| Глумац        | Улога          |
| ------------- | -------------- |
| Џеки Шроф     | Ашок Бансал    |
| Пуја Рупарел  | Мунна          |
| Шах Рук Кан   | Анил Бансал    |
| Ниведита Џоши | Сунита Бансал  |
| Ану Агарвал   | Фенни Фернандо |
| Пареш Равал   | Пратап         |
| Нагма         | Кавита Бансал  |
| Девен Верма   | Карим          |